# 애인보다 좋은
《애인보다 좋은》는 2003년 10월 31일에 MBC에서 방영한 베스트극장이다.

## 기획 의도
흔히 첫사랑은 뭔가 애틋하기만 한 관계로 그려지지만, 세월을 훌적 뛰어넘어 옛사랑을 다시 만났을 때 처음처럼 마냥 애틋하고 맑기만 하는 것은 아니다. 인간은 그닥 아름다운 마음만 가진 존재가 아니며 사랑은 쉽게 변하는 것을 안 사람들의 통속적인 연애담을 통해 '그럼에도 불구하고' 사랑은 필요한 것이라는 걸 말하고 싶었다.

## 등장 인물

### 주요 인물
- 최재원 : 경수 역
- 권민중 : 혜진 역
- 민지혜 : 선희 역

### 그 외 인물
- 전원주
- 국정환
- 지상렬
- 권용운
- 오지혜
- 오현섭
- 염정구
- 염재욱
- 최자혜
- 신동미
- 강보라
- 지양명
- 정승재
- 윤희주
- 이지수
- 양현태